# Хассанал Болкиах
Хассанал Болкиах (малайск. Hassanal Bolkiah; род. 15 июля 1946, Бандар-Бруней) — султан Брунея (29-й представитель династии, правящей с XIV века), премьер-министр, министр обороны, министр иностранных дел и министр финансов Брунея.

## Биография
Хассанал Болкиах родился 15 июля 1946 года. Его полное имя — Султан Хаджи Хассанал Болкиах Муизз уд-Дин Ваддаулах ибни аль-Мархум Султан Хаджи Омар Али Саиф уд-Дин Саад уль-Хаир уа уд-Дин (англ. Sultan Haji Hassanal Bolkiah Mu’izzaddin Waddaulah Ibni Al-Marhum Sultan Haji Omar ‘Ali Saifuddien Sa’adul Khairi Waddien).
Окончил институт «Виктория» в Куала-Лумпуре (Малайзия) и Королевскую военную академию в Сандхерсте (Великобритания).
С 1964 по 1967 годы был наследным принцем султаната.
В 1967 году окончил военную академию с чином капитана.
Провозглашён султаном 5 октября 1967 года после отречения своего отца Омара Али Сайфуддина III, а 1 августа 1968 года он был коронован как глава государства.
После провозглашения независимости Брунея в 1984 году он назначил себя премьер-министром, а затем назначил себя министром финансов и министром обороны. Благодаря этому он является полноправным главой государства, руководя также рядом государственных органов, Вооружёнными силами государства и возглавляя Королевскую полицию.
В 2015 году он назначил себя министром иностранных дел, заменив на этой должности младшего брата Мохаммеда Болкиаха.

## Состояние
В 2010 году личное состояние султана Брунея оценивалось в 20 миллиардов долларов.
Его дворец, построенный в 1984 году и стоивший 400 млн $, имеет площадь 200 000 м² и называется Нурул Иман («Дворец веры и света»). В нём 1788 комнат, 257 ванных, парадный зал на 5000 человек, мечеть вместимостью 1500 человек, гараж на 110 машин. Помимо этого, в распоряжении султана — ещё три дворца.

## Личная жизнь
В июне 2010 года султан объявил о своём разводе со своей третьей женой Азриназ Мазхар Хаким и лишении её всех дворцовых привилегий. Азриназ — бывшая тележурналистка, которая вступила в брак с султаном в 2005 году, после развода с его второй женой Мариам Абдул Азиз, ранее работавшей стюардессой. Хассанал Болкиах остаётся в браке со своей первой женой Анак Салех. Многожёнство не запрещено местными законами.

## Увлечения
Хассанал Болкиах является коллекционером автомобилей. По разным оценкам, в его коллекции их насчитывается от 3000 до 7000. В коллекции находится более 600 автомобилей Rolls-Royce, около полутысячи Ferrari, есть и Koenigsegg, а также чемпионские болиды Формулы-1, начиная с 1980 года.

## Награды
- Большой крест ордена Бани (Великобритания)
- Большой крест ордена Святых Михаила и Георгия (Великобритания)
- Орден князя Ярослава Мудрого I ст. (Украина, 7 марта 2004 года)[10]
- Орден «За заслуги» I ст. (Украина, 24 марта 2011 года)[11]

## Звания
- Фельдмаршал Королевской Брунейской Армии (Field Marshal of the Royal Brunei Army, с 4 октября 1967)
- Маршал Королевских Брунейских ВВС (Marshal of the Royal Brunei Air Force, с 4 октября 1967)
- Маршал флота Королевских Брунейских ВМС (Fleet Marshal of the Royal Brunei Navy, с 4 октября 1967)
- Полный генерал (Великобритания, с 23 февраля 1984 года, почётное звание)
- Главный маршал авиации Королевских ВВС Великобритании (с 6 ноября 1992 года, почётное звание)
- Адмирал (Великобритания, с 4 августа 2001 года, почётное звание)
- Капитан полка Coldstream Guards (Великобритания, с 1 марта 1968, почетное звание)
- Почётный доктор МГИМО[12]

## Факты
С 8 сентября 2022 года, после смерти британской королевы Елизаветы II, Хассанал Болкиах занимает первое место в мире по продолжительности пребывания на престоле среди ныне здравствующих монархов и руководителей стран.

## Память
Хассанал Болкиах был изображён на банкнотах Брунея: 1 и 5 долларов 1996/2008 год.